# تیساماهاراما
تیساماهاراما (به لاتین: Tissamaharama) یک منطقهٔ مسکونی در سری‌لانکا است که در ناحیه هامبانتوتا واقع شده‌است. تیساماهاراما ۲٬۱۸۰ کیلومتر مربع مساحت و ۷۹٬۶۱۸in۲٬۰۱۱ نفر جمعیت دارد و ۱۹ متر بالاتر از سطح دریا واقع شده‌است.